# Fratelli tutti
Fratelli tutti (em português: 'Todos irmãos'; subtítulo: "sobre a fraternidade a amizade social") é uma encíclica do Papa Francisco, na qual o pontífice indica a fraternidade e a amizade social para construir um mundo melhor, pacífico e com mais justiça.
É composta por 8 capítulos e 287 itens, estabelecendo duas novas orações: a "Oração ao Criador" e a "Oração cristã ecumênica".

## Antecedentes
A 4 de fevereiro de 2019, o Papa Francisco e o Xeque Ahmed el-Tayeb, Grande Imã de Al-Azhar, assinaram o Documento da Fraternidade Humana para a Paz e Coexistência Mundial, também conhecido como a Declaração de Abu Dhabi. Os princípios da compaixão e da solidariedade humana encarnados neste texto são os mesmos que mais tarde inspiraram a resolução que estabeleceu o dia 4 de fevereiro como o Dia Internacional da Fraternidade Humana. O Documento sobre a Fraternidade Humana também influenciou a encíclica Fratelli tutti, como o Papa Francisco reconhece no próprio texto quando afirma que o seu encontro com Ahmad Al-Tayyeb em 2019 o inspirou na sua redação.